# Cyathea atropurpurea
Cyathea Atropurpurea es una especie de helecho arborescente nativo de las islas de Luzón, Mindanao, Leyte y Mindanao de Filipinas, donde crece en el bosque por encima de 1000 m. El tronco erecto es delgado y puede ser de hasta 3 m de altura. Las frondas son bipinadas y miden 1.2 m de largo. Una característica de esta especie, es que el último par de pinados generalmente se encuentran reducidos, y se producen hacia la base de la estípite. Estos, junto con las bases de estípite, son persistentes y quedan retenidos alrededor del tronco mucho después de marchitarse. El estípite en sí es oscuro y cubierto con escamas que pueden ser pequeñas, opacas y de color marrón o grandes, oscuras y brillantes. El soro se produce cerca de la vena central de los folíolos fértiles y la falta de indusios. Los folíolos fértiles son notablemente más pequeños que los estériles.
La C. atropurpurea es muy similar a la Cyathea ramispina, y de hecho puede representar a la misma especie. Solo se diferencia en sus pinados y folíolos más pequeños, así como otros detalles de la fronda.